# Łososina Górna (gmina)
Łososina Górna – dawna gmina wiejska istniejąca w latach 1973–1976 w woj. krakowskim i nowosądeckim (dzisiejsze woj. małopolskie). Siedzibą władz gminy była Łososina Górna (obecnie Łososina Górna i Łososina Górna).
Gmina została utworzona 1 stycznia 1973 roku w powiecie limanowskim w woj. krakowskim, z części obszaru dawnej gminy Limanowa. 1 czerwca 1975 roku gmina znalazła się w nowo utworzonym woj. nowosądeckim. 
15 stycznia 1976 roku jednostka została zniesiona przez połączenie z dotychczasową gminą Limanowa w nową gminę Limanowa.
Zobacz też: gmina Łososina Dolna.